# 雷利基亚什
雷利基亚什是葡萄牙贝雅区的一个堂区。总面积120.02平方公里，总人口1108人，人口密度9.2人/平方公里。